# Anagabriela Espinoza
Anagabriela Espinoza Marroquín (Monterrey, 18 de abril de 1988) é uma modelo e rainha de beleza mexicana que venceu o Miss Internacional 2009, realizado na cidade de Chengdu, na China.
Ela foi a segunda de seu país a vencer este concurso, derrotando outras 64 concorrentes.
Anagaby, como é geralmente chamada, atualmente é casada, tem uma filha e trabalha como jornalista.

## Participação em concursos de beleza

### Miss México 2007
Anagabriela do Nuestra Belleza México 2007 onde ficou em 2º lugar. 

### Miss Mundo 2008
Com o 2º lugar, ela ganhou o direito de participar do Miss Mundo 2008, onde ficou no Top 15 e venceu a prova preliminar Beach Beauty. Segundo a revista Hola da Espanha, ela era uma das favoritas a vencer a competição.

### Miss Internacional 2009
Em 2009 Lupita Jones, diretora do Nuestra Belleza, a convidou para ir ao Miss Internacional. "Lembro quando Lupita me ligou e me deu outra oportunidade. Foi muito emocionante.", disse numa entrevista anos depois.
No Japão, em 28 de novembro, Anagabriela Espinoza venceu outras 64 concorrentes e levou a coroa de Miss Internacional 2009.

## Vida após os concursos
Conforme seu perfil no Instagram, ela trabalha como apresentadora de notícias na FM Globo Monterrey 88.1 e na MVSNoticias, e é gerente de desenvolvimento do Parque Ecológico Chipinque. 
É casada com o médico cirurgião Jesús Andrés Richer e mãe de duas meninas, chamadas Sara e Isabel, esta nascida em 11 de maio de 2021.  